# Fêtes du feu du solstice d'été dans les Pyrénées
Les fêtes du feu du solstice d’été ont lieu dans les Pyrénées chaque année la même nuit, quand le soleil est à son zénith. Les fêtes se déroulent dans plusieurs villages ou communes au nord-est de l'Aragon, au nord-ouest de la Catalogne, en Andorre et dans des communes de Haute-Garonne et des Hautes-Pyrénées.

## Description générale
À la nuit tombée, les habitants de différents villes et villages portent des flambeaux depuis le sommet des montagnes pour embraser des bûchers de construction traditionnelle,.
La fête est considérée comme un moment de convivialité et de renforcement des sentiments d’appartenance, d’identité et de continuité, avec des célébrations qui comprennent des danses traditionnelles et des repas communaux. Des rôles sont assignés à des personnes spécifiques, dans certaines municipalités, le maire est impliqué dans la mise à feu du premier bûcher, dans d’autres, un prêtre bénit ou allume le feu, ailleurs, l’homme le plus récemment marié dans le village allume le feu et mène la descente dans les villages. Souvent, des jeunes filles attendent l’arrivée des porteurs de flambeaux dans les villages avec du vin et des pâtisseries.

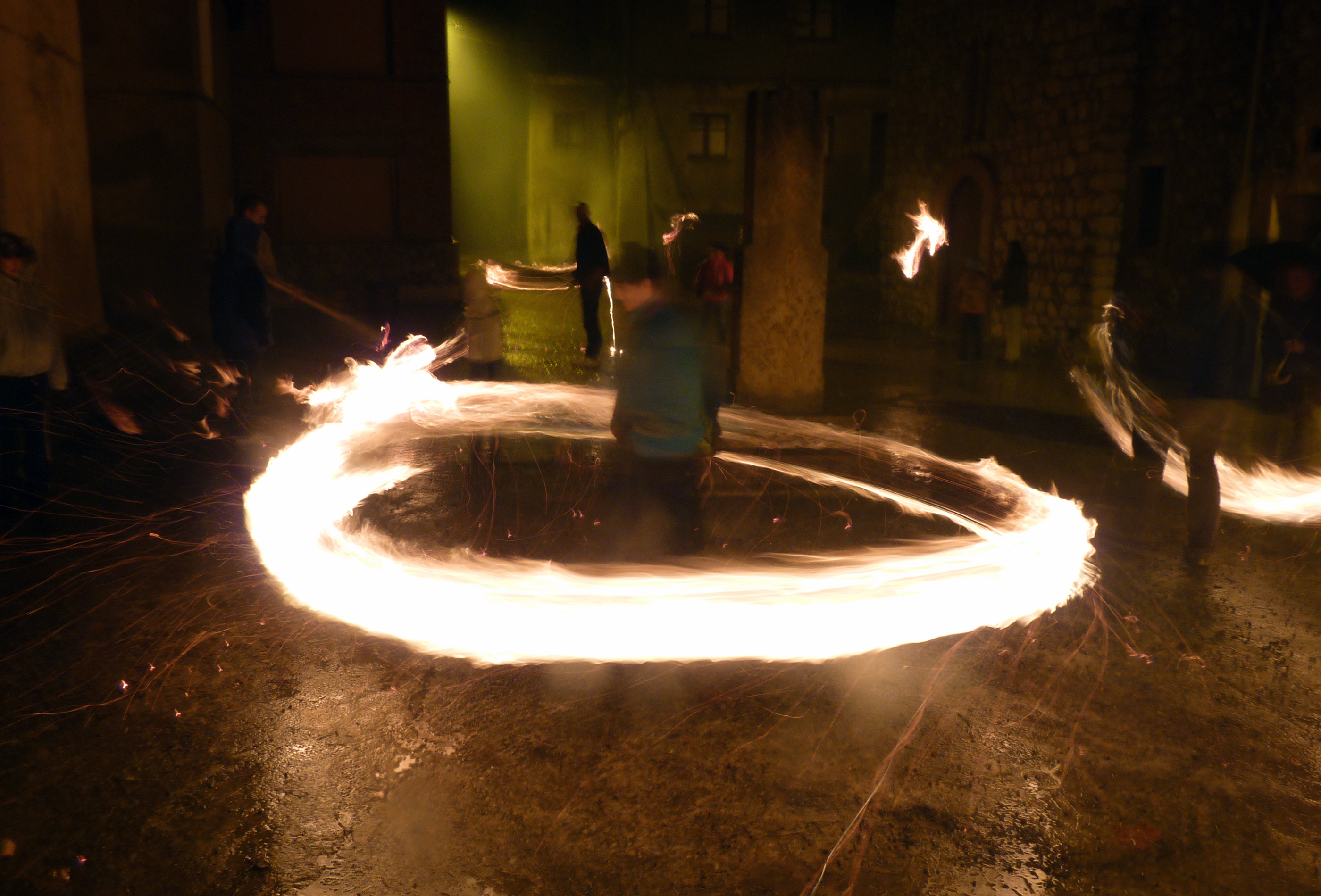
La fête à Sant Julià de Cerdanyola dans le Berguedà en Catalogne. Contrairement aux autres localités les fêtes se tiennent au solstice d'hiver.

Traditionnellement, en haut de la montagne est allumé un bûcher qui prend le nom de haro, taro, hart ou faro (grec pharos, phare). Les habitants allument alors des falles, halhes ou halhas (latin facula, torche) et descendent alors jusqu'au village pour rejoindre les falles majors, haros, brandons (grands troncs travaillés et dressés sur la place) ou taro (tronc dressé puis traîné dans les rues par toute la population) qui sont alors mis à feu.
Pour les jeunes, la première descente est un moment très spécial : le passage de l’adolescence à l’âge adulte. Une pensée pour les compagnons disparus est partagée dans l’émotion et le recueillement.
Dans la matinée, les gens collectent des braises ou des cendres pour protéger leurs foyers et leurs jardins,.
Les espaces culturels (faros, parcours, places), repas communautaires et folklore populaire sont associés aux célébrations.
L’élément a des racines profondes au sein des communautés locales et se perpétue grâce à un réseau d’associations et d’institutions locales. Le lieu le plus important de transmission est la famille, où les gens gardent vivante la mémoire de ce patrimoine. Ce sont les groupements de fallaires et de voisins qui préparent les falles, le faro et le haro suivant un savoir-faire traditionnel particulier.

## Localités pyrénéennes où sont célébrées les fêtes du feu

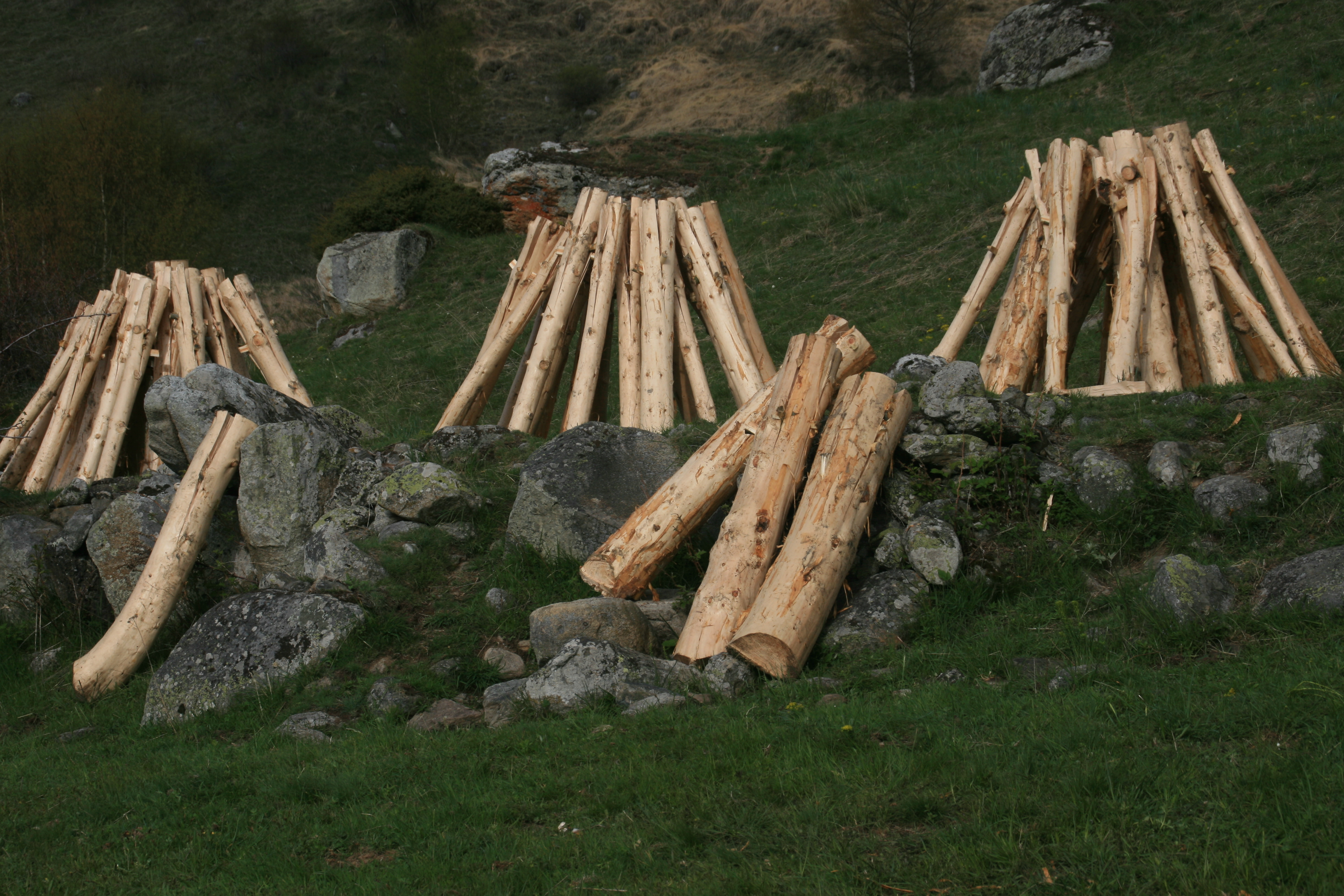
Falles prêts à être utilisés à Isil.

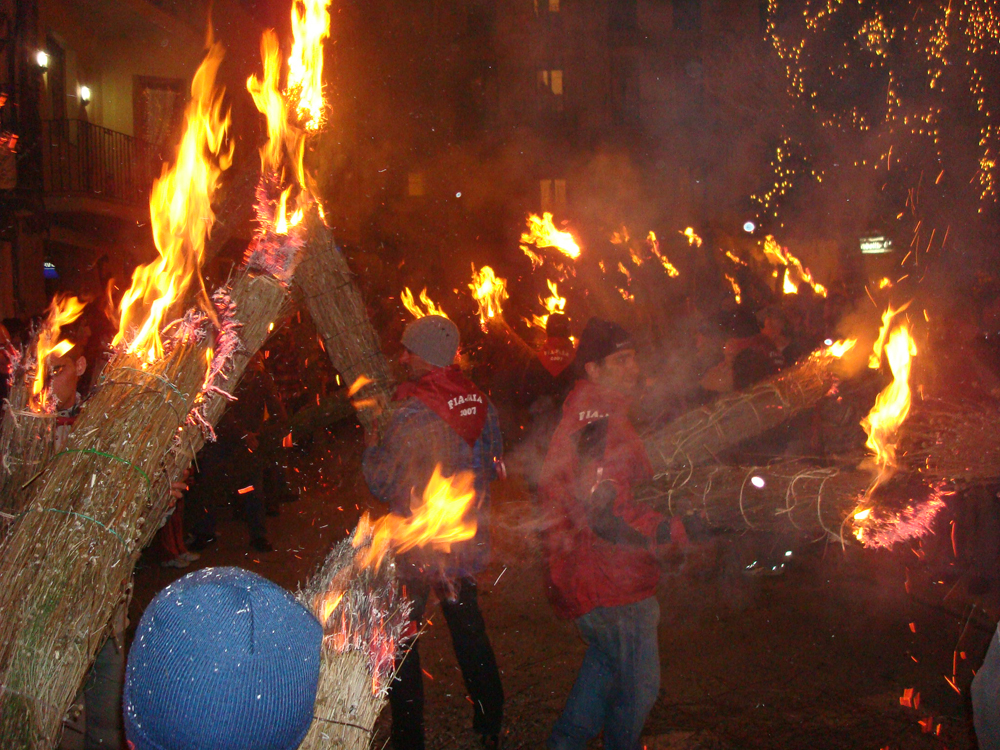
La fête à Sant Julià de Cerdanyola.

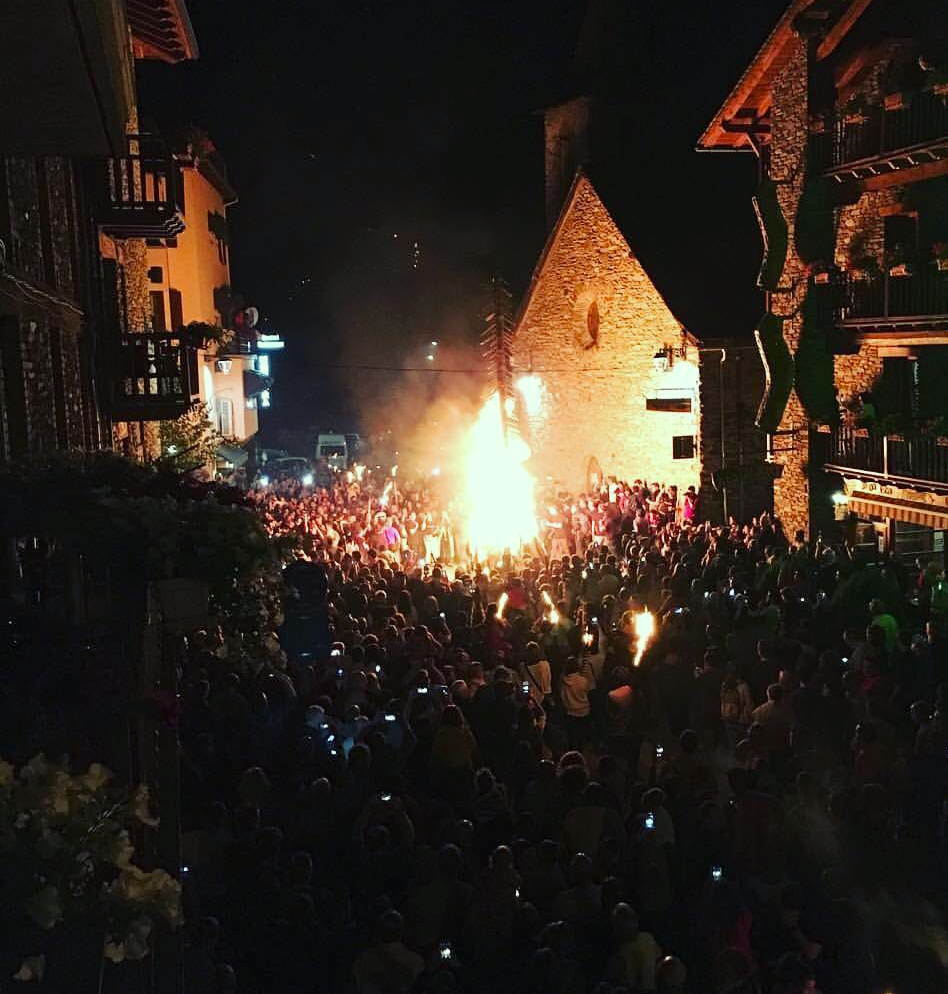
Les Falles à Alins

Soixante-trois localités, vingt-six en Espagne, trente-quatre en France et trois en Andorre, sont indiqués dans le dossier de candidatures comme pratiquant les fêtes du feu qui prennent dans ces localités des noms spécifiques, dont certains sont indiqués ci-dessous :
- Espagne
  - Aragon (1 200 hbts)
    - Comarque de Ribagorce :
      - Montanuy, ainsi que les villages de Aneto (es) et de Castanesa (es) — nom local : Baixada de Falles
      - Bonansa — nom local : Las Fallas
      - Laspaúles, ainsi que les villages de Villarrué et de Suils — nom local : Corré las Fallas
      - Sahún — nom local : Les Falles de Saunc

    - Comarque de Sobrarbe :
      - San Juan de Plan — nom local : Festa de la Falleta

  - Catalogne (11 500 hbts)
    - Comarque du Val d'Aran :
      - Les — nom local : Shasclada deth Haro ou Crema deth Haro e des Halhes ou Quilha deth Haro
      - Arties (village de la commune de Naut Aran) — nom local : Crema deth Taro

    - Comarque de l'Alta Ribagorça :
      - El Pont de Suert, ainsi que les villages de Casós (ca) et de Llesp (ca) — nom local : Baixada de Falles
      - Barruera (ca), Taüll (ca), Boí (ca), Erill la Vall (ca) et Durro (ca) (villages de la commune de La Vall de Boí) — nom local : Córrer les Falles
      - Vilaller et le village de Senet — nom local : Baixada de Falles et de plus à Senet La Biga

    - Comarque du Pallars Sobirà :
      - Alins — nom local : Baixada de Falles
      - Isil (ca) (village de la commune d'Alt Àneu)

    - Comarque du Pallars Jussà :
      - La Pobla de Segur — nom local : Falles de la Verge de la Ribera

    - Comarque du Berguedà, singulièrement ici, les falles sont organisées en hiver :
      - Bagà
      - Sant Julià de Cerdanyola
- Andorre (45 000 hbts) — nom local : La cremada de Falles
  - Paroisses : Andorre-la-Vieille, Sant Julià de Lòria et Escaldes-Engordany

- France, région Occitanie

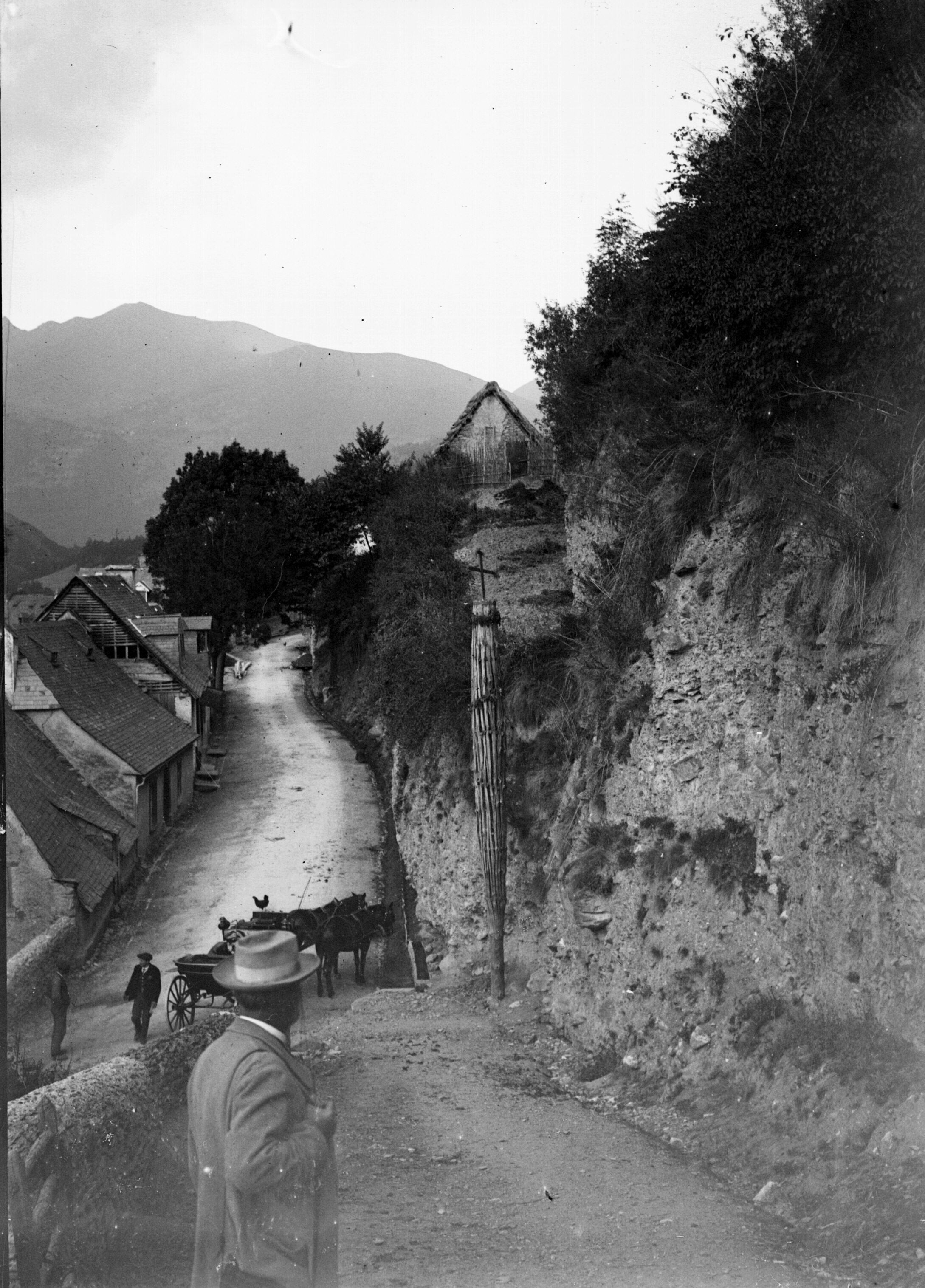
Arbre de la Saint-Jean à Saint-Aventin. Septembre 1898.

  - Département de la Haute-Garonne (4 800 hbts)
    - Bagnères-de-Luchon — nom local : Le Brandon de la Saint-Jean (et de la Saint-Pierre)
    - Juzet-de-Luchon
    - Montauban-de-Luchon
    - Saint-Mamet
    - Moustajon
    - Mayrègne
    - Saint-Aventin — nom local : Eth Halhar
    - Oô
    - Salles-et-Pratviel

  - Département des Hautes-Pyrénées (2 400 hbts)
    - Les vingt-cinq communes de la vallée de la Barousse : Anla, Antichan, Aveux, Bertren, Bramevaque, Cazarilh, Créchets, Esbareich, Ferrère, Gaudent, Gembrie, Ilheu, Izaourt, Loures-Barousse, Mauléon-Barousse, Ourde, Sacoué, Sainte-Marie, Saléchan, Samuran, Sarlabous, Sarp, Siradan, Sost, Thèbe, Troubat.

### Vidéographie
- (fr + oc) et (ca) Les fêtes du feu du solstice d'été dans les Pyrénées : Candidature pour l'inscription sur la Liste Représentative du Patrimoine Culturel Immatériel de l'Humanité, de Qucut Producció i Communicació (prod.) et de ACME et MFP (réal.), 2014, 10 min 12 s
  - [vidéo] « Les fêtes du feu du solstice d'été dans les Pyrénées », sur YouTube
  - [vidéo] « Les fêtes du feu du solstice d'été dans les Pyrénées », sur unesco.org, UNESCO (consulté le 11 février 2017)
- (ca) Presentació del Camí del Foc d'Andorra La Vella, de Qucut Producció i Communicació (prod.) et de Associació Fallaires d'Andorra la Vella (réal.), 2015, 2 min 45 s
  - [vidéo] « Presentació del Camí del Foc d'Andorra La Vella », sur YouTube